# LG G8 ThinQ
LG G8 ThinQ, o semplicemente LG G8, è uno smartphone android della serie LG G, prodotto da LG Electronics, ed annunciato ufficialmente il 24 febbraio 2019.

## Hardware
LG G8 ThinQ è realizzato in metallo con la back-cover in vetro, ed è classificato IP68 per la resistenza all'acqua e alla polvere.
È disponibile in colorazione nera, rossa e grigia. Il G8 è dotato di un display AMOLED Full-Vision a 1440p, con un display da 6,1 pollici, e un aspect ratio di 19,5: 9; inoltre esso è il primo della sua serie ad avere il display con tecnologia OLED, poiché questo tipo di pannello, era stato precedentemente riservato agli smartphone LG della serie V, a partire dall'LG V30.
Il G8 adotta il CPU Qualcomm Snapdragon 855, 6 giga di RAM e 128 giga di memoria di archiviazione, espandibile mediante l'utilizzo di una micro SD, inoltre supporta la ricarica wireless.
Il G8 mantiene le opzioni biometriche del G7, ma introduce una nuova tecnologia "Hand ID", che legge i modelli circolatori e quelle delle mani dell'utente; inoltre il G8 mantiene l'altoparlante Boombox del G7, e aggiunge "Crystal Sound", che fa vibrare lo schermo per funzionare come altoparlante al posto di un auricolare tradizionale.
Esattamente come il suo predecessore (il G7), è presente un tasto sul un lato dello smartphone, simile al tasto Bixby degli smartphone Samsung, tuttavia esso non può essere personalizzato; infatti, se viene premuto una volta, si avvia Google Assistant, se invece viene premuto due volte, sia avvia Google Lens.

## Software
Originalmente, il G8 adottava la versione 9 di Android, ma nel novembre del 2019, LG ha iniziato a distribuire Android 10, e successivamente anche Android 11.
L'ultimo aggiornamento di sistema che ha ricevuto, è stato Android 12.

## Fotocamera
La fotocamera è doppia o tripla, dipende dal mercato di destinazione. Il comparto fotografico, comprende: una fotocamera principale, una grandangolare, ed infine un teleobiettivo (quest'ultimo destinato alla Korea).
La fotocamera principale e il teleobiettivo, sono da 12 megapixel, mentre la fotocamera grandangolare è di 16 megapixel.
Il teleobiettivo non è presente per tutti gli altri mercati, sicché per quest'ultimi, lo smartphone possiede due fotocamere.
Sul frontale è presente una fotocamera da 8 megapixel, ed è allocata all'interno del notch.

## Batteria
La batteria dell'LG G8 ThinQ è da 3.500 mAh (non removibile), a differenza del suo predecessore, il quale ne adotta una da 3.000 mAh.

## Varianti

### LG G8s ThinQ
Il G8s ThinQ è stato rilasciato nel luglio del 2019 in determinati mercati d'Europa, America Latina, Africa e nel Medio Oriente.
Dal punto di vista estetico, il G8s si differenzia dal G8 per il notch più grande, e per la disponibilità di colori più ampia.
Esso ha lo stesso chipset del G8, tuttavia ha una ricarica rapida più lenta (18 watt, al posto dei 20 watt del G8).
il G8s ha una batteria leggermente più grande (3550 mAh), ma il taglio di memoria è inferiore (64 giga).
Il display è da 6.21 pollici, tuttavia la sua risoluzione massima è di 1080p (1080 × 2248).
Il G8s adotta una tripla fotocamera, e tale configurazione è standard per tutti i tipi di mercati; tuttavia tale tipo di fotocamera, pecca in termini di apertura e lunghezza focale.
Esattamente come il G8, il G8s ha gli altoparlanti stereo, tuttavia in questa variante manca la tecnologia Crystal Sound, presente nel G8.

### LG G8x ThinQ
L'LG G8x è stato rilasciato a novembre del 2019, con il più recente software LG UX 9.
Un accessorio Dual Screen è fornito in dotazione con lo smartphone, e può essere connesso mediante la porta USB-C.
Il G8x può eseguire due app simultaneamente, oppure estendere la visualizzazione quando si utilizza un browser web.
Il display è da 6.4 pollici, con una risoluzione di 1080p (1080 × 2340), ed è integrata la protezione Gorilla Glass 6. È presente anche l'Always-On Display, sul quale può essere visualizzata la data, l'ora, la percentuale di batteria e le varie notifiche.
Sul retro sono preseni due fotocamere, e non è presente quella a teleobiettivo.
A differenza del G8 e del G8s, in questa variante, la fotocamera anteriore e da 32 mega pixel; inoltre, durante la registrazione di un video, è possibile passare dalla fotocamera posteriore a quella anteriore e viceversa.
Il G8x utilizza uno scanner ottico sotto al display, e la batteria è più capiente (4.000 mAh).
Il G8x è stato lanciato in Corea del Sud con il nome di LG V50S ThinQ, con la compatibilità alla rete 5G.